# سیارک ۷۹۷۳
سیارک ۷۹۷۳ (به انگلیسی: 7973 Koppeschaar، نامگذاری:1344T-2) هفت هزار و نهصد و هفتاد و سومین سیارک کشف شده‌است که در ۲۹ سپتامبر ۱۹۷۳ کشف شد.
قدر مطلق سیارک برابر ۱۴٫۴۰ است.